# Azadschahr
Azadschahr (persisch آزادشهر) ist eine Stadt in der Provinz Golestan im Iran. Sie befindet sich östlich von Gorgan.

## Bevölkerungsentwicklung
| Jahr | Einwohnerzahl |
| ---- | ------------- |
| 1996 | 33.082        |
| 2006 | 38.582        |
| 2011 | 39.484        |
| 2016 | 43.760        |

## Persönlichkeiten
- Ahmad Nourollahi (* 1993), Fußballspieler